# Britta (Band)
Britta ist eine Berliner Rockband, die Anfang 1997 gegründet wurde.

## Geschichte
Gründungsmitglieder waren die Gitarristin Christiane Rösinger (Lassie Singers), die Schlagzeugerin Britta Neander (Ton Steine Scherben) und die Bassistin Julie Miess. Britta wurde vermarktet vom Berliner Plattenlabel Flittchen Records, das von Christiane Rösinger und Almut Klotz geführt wurde.
Wichtige frühe Auftritte erfolgten als Vorband von Tocotronic und Blumfeld. Das erste Album Irgendwas ist immer wurde von Tobias Levin produziert und erhielt durchweg gute Kritiken.
Nach dem ersten Album traf Britta bei einem Konzert in Jena Barbara Wagner, die ab sofort nicht nur die zweite Gitarre spielte, sondern mit ihrer Agentur „Headquarter“ auch organisatorische Verantwortung übernahm. Die Vierer-Combo begleitete anschließend Blumfeld auf der „Old Nobody Tour“.
Das zweite Album Kollektion Gold sowie das dritte, Lichtjahre voraus, wurde in Frankreich aufgenommen und auf Flittchen Records veröffentlicht. Einige Titel davon verwendete René Pollesch als Begleitmusik für seine Theaterstücke. Das Titellied für seine Fernsehserie 24 Stunden sind kein Tag stammt ebenfalls von Britta.
Bei der folgenden Clubtournee musste Sebastian Vogel von der Band Kante am Schlagzeug aushelfen, da Britta Neander tourmüde war und sich mehr um ihre Tochter kümmern wollte. Dazu kamen gesundheitliche Probleme, weshalb für die Blumfeld-Tournee Herman Herrmann am Schlagzeug saß.
2004 verbrachte Christiane Rösinger wegen Krankheit/Unfällen mehrere Monate im Krankenhaus; der EFA-Vertrieb ging im März in Konkurs und brachte damit Flittchen Records um die Einnahmen der letzten Britta-CD; die Namensgeberin der Band, Britta Neander, starb am 14. Dezember 2004 nach einer Herzoperation. Ihr Nachfolger am Schlagzeug war Sebastian Vogel. Flittchen Records wurden von Morr Music finanziell und organisatorisch gestützt. 2006 erschien das bereits 2005 aufgenommene Album Das schöne Leben.
Im September 2018 erschien das Best Of Britta auf dem Label Staatsakt. Die Compilation wurde von einer Tour begleitet.

## Diskografie

### Alben
- 1999: Irgendwas ist immer
- 2001: Kollektion Gold
- 2003: Lichtjahre Voraus
- 2006: Das schöne Leben

### Singles (Auswahl)
- 2001: The DJ 4-Track Ep
- 2006: Depressiver Tag